# Predná Poľana
Predná Poľana je horský vrchol o nadmořské výšce 1367 m v pohoří Poľana, nacházející se na jižním okraji kaldery bývalého stratovulkánu. Masiv má tvar hřebene a probíhá západo-východním směrem. Na východě je sedlem Priehybina o nadmořské výšce 1270 m oddělena od vrchu Poľana.
Na jižních svazích vrchu se ve výšce 1260 m nachází lyžařské středisko a Horský hotel Poľana, ke kterému vede cesta z Hriňové, výrazně usnadňující přístup na vrchol. Turistická trasa na Poľanu traverzuje vrchol, na který nevede značená stezka.

## Přístup
- Od hotelu Poľana po sjezdovce až na vrchol